# Jaroslav Švarc
Jaroslav Švarc (ur. 11 maja 1914 w miejscowości Velký Újezd, zm. 18 czerwca 1942 w Pradze) – czeski spadochroniarz, uczestnik operacji Tin.

## Życiorys
Jego ojciec František był stolarzem i założycielem lokalnego oddziału organizacji Sokół, do którego należały wszystkie jego dzieci a matka Anna zd. Tylichová prowadziła gospodarstwo. Miał cztery siostry - trzy starsze i jedną młodszą. Ukończył pięć klas szkoły podstawowej w rodzinnej miejscowości oraz trzy klasy szkoły miejskiej w Lipníku nad Bečvou. Pierwotnie miał zostać stolarzem jak jego ojciec ale rodzice zadecydowali że jest na to zbyt słaby fizycznie dlatego w latach 1930–1933 zdobył zawód cukiernika w miejscowości Čejč koło Hodonina i rozpoczął pracę w swoim zawodzie w Pradze. 1 października 1936 rozpoczął służbę wojskową w 23. pułku piechoty w Trnawie. Następnie 1 listopada 1936 został przeniesiony do 13. pułku piechoty do Zábřehu a stamtąd 31 sierpnia 1937 do 4. pułku granicznego do Hluczyna. Ukończył kurs podoficerski i 1 lipca 1938 dosłużył się stopnia kaprala. 2 lipca 1938 zmarła mu matka a w listopadzie został wraz z oddziałem wysłany do zabezpieczania granicy na Zakarpaciu. W lutym 1939 został przeniesiony do 31. pułku piechoty a 1 marca 1939 został zdemobilizowany. W końcu 1939 podjął próbę przedostania się do oddziałów czechosłowackich na Zachodzie. Pierwsza próba - przez Polskę - nie powiodła się. Podczas drugiej, wraz z Bohumilem Bednaříkiem i Aloisem Fröhlichem przedostał się przez Słowację, Węgry, Jugosławię, Grecję i Turcję do Syrii a stamtąd do Francji. 6 marca 1940 został przydzielony do 8. kompanii 2. pułku piechoty w Agde. Wziął udział w walkach z Niemcami, a po upadku Francji 13 lipca 1940 na pokładzie statku „Rod el Farag” został ewakuowany do Anglii i wcielony do 1. czechosłowackiej brygady 2. pułku piechoty. 7 marca 1941 został awansowany na sierżanta. 19 września 1941 został skierowany na kurs sabotażu do Szkocji. Miesiąc później odbył tygodniowy kurs spadochronowy a 28 października został awansowany na plutonowego. 5 lutego 1942 został wybrany i przydzielony do sekcji do zadań specjalnych w ojczyźnie i skierowany na szkolenie do STS-2 Bellasis. Tam odbył różnego typu kursy i szkolenia, a następnie został skierowany do oddziału Tin, którego zadaniem był zamach na czeskiego kolaboranta Emanuela Moravca.
30 kwietnia 1942 o 1:31 w nocy został zrzucony na spadochronie na teren Protektoratu Czech i Moraw w pobliżu miejscowości Věšín wraz z Ludvíkiem Cupalem. Skok się nie udał obydwu z nich - odnieśli rany podczas upadku i nie udało im się wzajemnie odnaleźć. Švarc udał się samotnie przez Pilzno do Pragi, gdzie nawiązał kontakt z Adolfem Opálką z grupy Out Distance. W Pradze zmieniał miejsca ukrycia, leczył się i za pomocą spreparowanych ogłoszeń prasowych poszukiwał Cupala.
Podczas szeroko zakrojonej akcji poszukiwania członków ruchu oporu po zamachu na Reinharda Heydricha został przez organizację podziemną jako pierwszy ukryty w krypcie soboru Świętych Cyryla i Metodego w Pradze. 18 czerwca 1942 grupa została wykryta przez nazistów w efekcie zdrady Karela Čurdy i Viliama Gerika. W nierównej walce z ponad 800 funkcjonariuszami SS i Gestapo po wyczerpaniu się amunicji popełnił samobójstwo wraz z innymi spadochroniarzami: wykonawcami zamachu na Reinharda Heydricha - sierż. Jozefem Gabčíkiem, sierż. Janem Kubišem oraz por. Adolfem Opálką, sierż. Josefem Valčíkiem, st.kpr. Janem Hrubým i st. kpr. Josefem Bublíkiem.
Pośmiertnie został awansowany do stopnia podporucznika (1 października 1945) i porucznika (28 października 1945), a następnie podpułkownika (2002).

## Odznaczenia
- Order Czerwonego Sztandaru – 1968, CSRS, pośmiertnie
- Złota Gwiazda Czechosłowackiego Orderu Wojskowego "Za Wolność" – 1949, pośmiertnie
- Krzyż Obrony Państwa Ministra Obrony Republiki Czeskiej – 2010, pośmiertnie[1]
- Krzyż Wojenny Czechosłowacki 1939 – 1945, pośmiertnie
- Czechosłowacki Wojskowy Medal Pamiątkowy (z okuciami "F" i "VB") – 1943, pośmiertnie